# West End Line

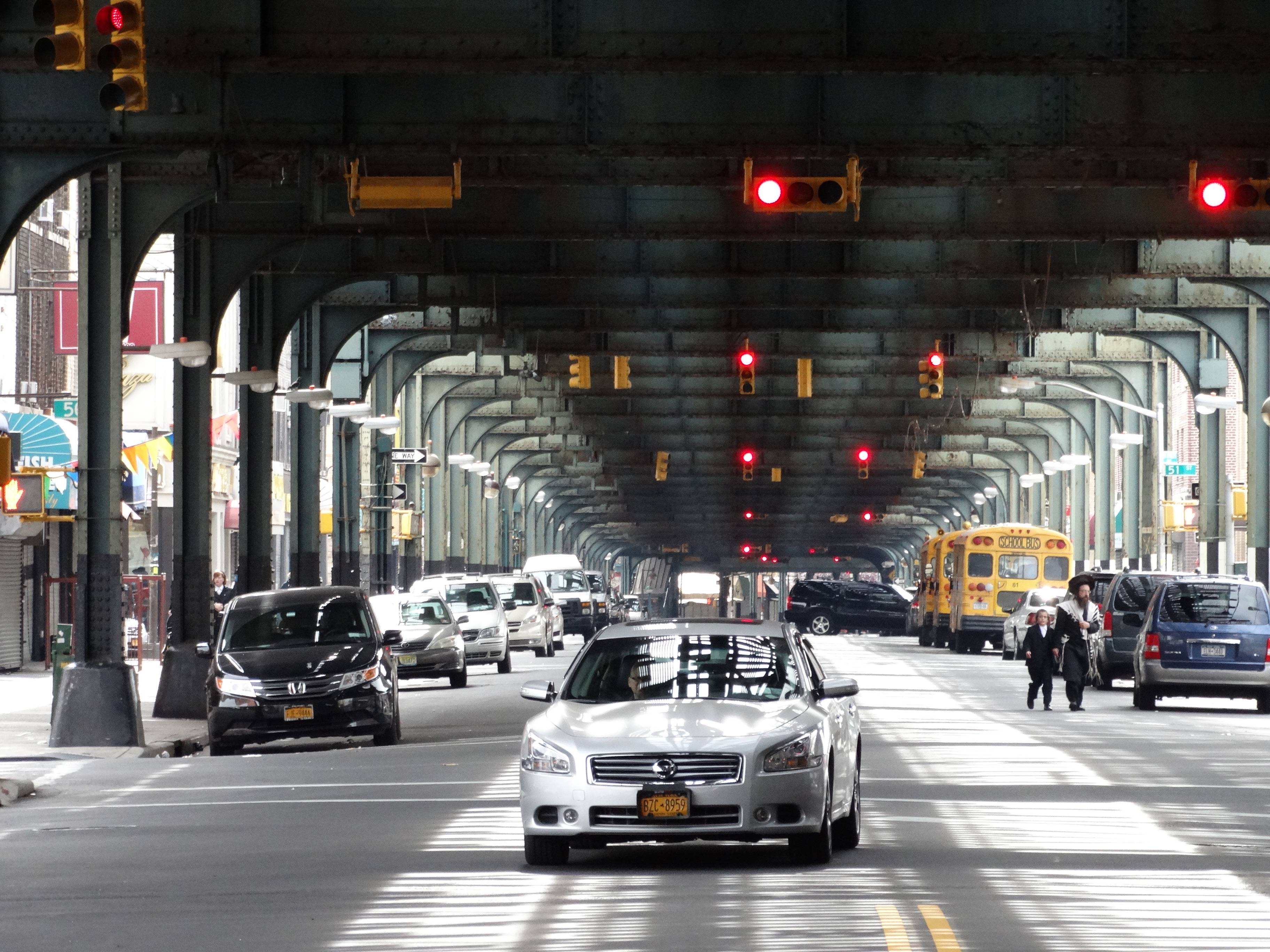
Onder het viaduct van de West End Line in Borough Park

De West End Line, ook en oorspronkelijk bekend als de New Utrecht Avenue Line, is een metrolijntraject van de New York City Subway volledig gelegen in de borough Brooklyn van New York. De buurten Sunset Park, Borough Park, New Utrecht, Bensonhurst, Bath Beach, Gravesend en Coney Island worden bediend. Het traject wordt met een lokale treindienst, stoppend aan alle stations, verzorgd door metrolijn D. Er is een derde spoor dat sneldiensten zou toelaten, maar dit behoort momenteel niet tot het aanbod. De zuidelijke terminus is het metrostation Coney Island-Stillwell Avenue in Coney Island, de lijn loopt vervolgens noordwaarts tot de sporen aansluiten op de Fourth Avenue Line en na de passage over Manhattan Bridge in Manhattan op de Sixth Avenue Line. Het meest noordelijke station op de West End Line is DeKalb Avenue.
De oorsprong van de metrolijn was de in 1862 geopende en in 1864 volledig afgewerkte dubbelsporige spoorlijn Brooklyn, Bath and Coney Island Railroad. De lijn werd overgenomen door de Brooklyn Rapid Transit Company (BRT, later Brooklyn-Manhattan Transit Corporation of BMT). Gefinancierd door de Dual Contracts werd in 1913 een verhoogde spoorlijn op viaduct gebouwd over het wegoppervlak van New Utrecht Avenue, 86th Street en Stillwell Avenue.
Het viaduct van de West End Line is de setting van de beroemde autoachtervolgingsscene uit The French Connection, de film van William Friedkin uit 1971 met Gene Hackman, Fernando Rey en Roy Scheider, én de setting van de openingsscène van Saturday Night Fever van John Badham uit 1977 met de dansende Tony Manero, rol van John Travolta.  De West End Line is ook prominent aanwezig in de generiek van de televisieserie Welcome Back, Kotter, van 1975 tot 1979 op televisie.

## Stations
Met het pictogram van een rolstoel zijn de stations aangeduid die ingericht zijn in overeenstemming met de Americans with Disabilities Act van 1990.
| Station                       |  | Dienst |
| ----------------------------- |  | ------ |
| 9th Avenue                    |  |        |
| Fort Hamilton Parkway         |  |        |
| 50th Street                   |  |        |
| 55th Street                   |  |        |
| 62nd Street                   |  |        |
| 71st Street                   |  |        |
| 79th Street                   |  |        |
| 18th Avenue                   |  |        |
| 20th Avenue                   |  |        |
| Bay Parkway                   |  |        |
| 25th Avenue                   |  |        |
| Bay 50th Street               |  |        |
| Coney Island-Stillwell Avenue |  |        |

 ·  ·  ·  ·  ·  ·  ·  ·  · 